# Sołniecznaja dolina
Sołniecznaja dolina (ros. Солнечная долина) – rosyjski ośrodek narciarski położony 10 km miasta Miass, 125 km od Czelabińska i około 250 km na południowy zachód od Jekaterynburga. Leży w południowej części Uralu; znajduje się tu 11 km tras o różnym stopniu trudności. 
Organizowano tu między innymi zawody Pucharu Świata w narciarstwie dowolnym.